# Blahodatne, Odesa
Blahodatne (în ucraineană Благодатне) este un sat în comuna Dobroslav din raionul Odesa, regiunea Odesa, Ucraina.

## Demografie
Componența lingvistică a localității Blahodatne
     Ucraineană (91,89%)
     Rusă (5,41%)
     Alte limbi (2,25%)
Conform recensământului din 2001, majoritatea populației localității Blahodatne era vorbitoare de ucraineană (91,89%), existând în minoritate și vorbitori de rusă (5,41%).